# Welschnonnenkirche (Trier)

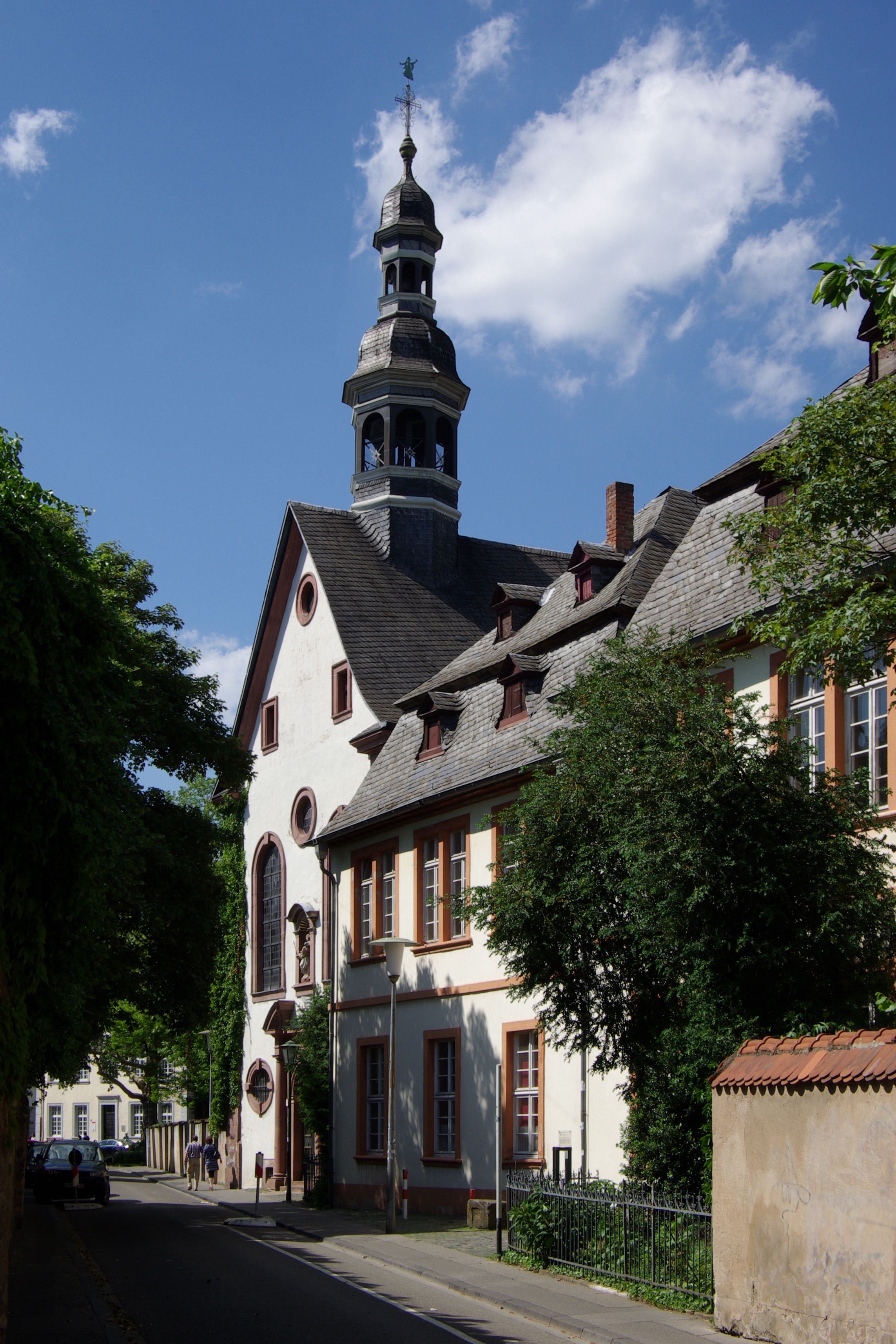
Welschnonnenkirche von Südosten

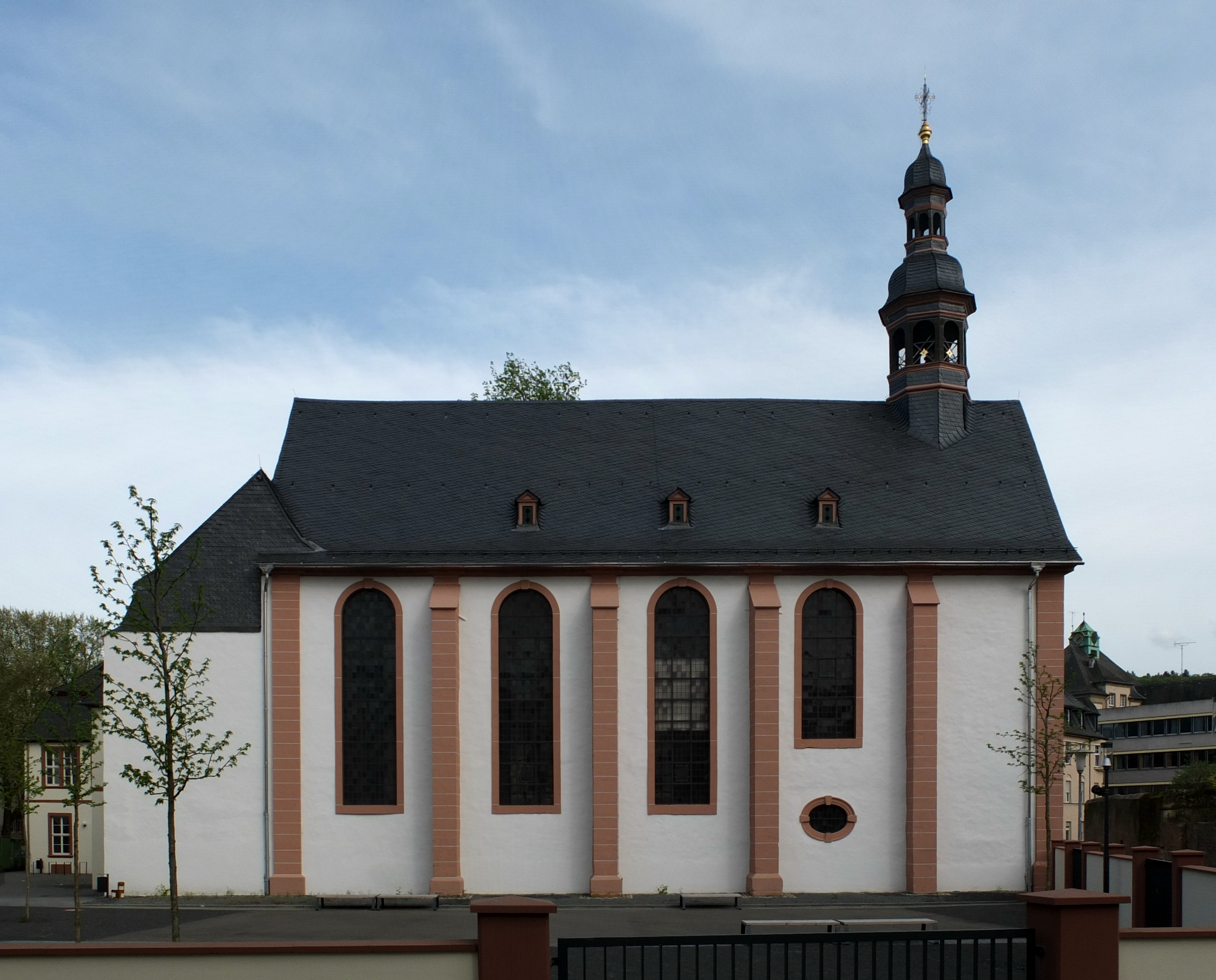
Welschnonnenkirche von Nordwest

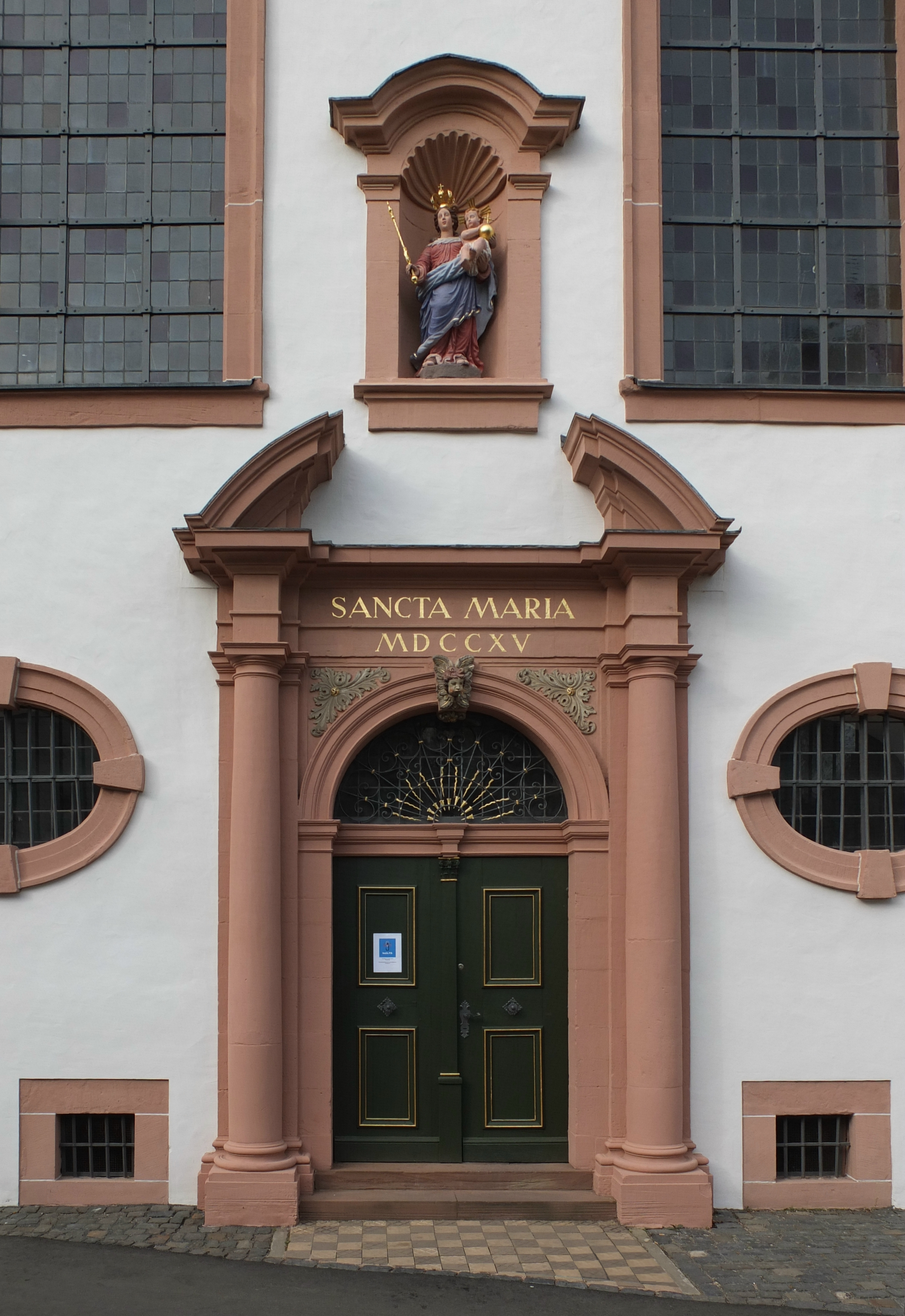
Portal (1715)

Die Welschnonnenkirche in der Flanderstraße in Trier ist eine Barockkirche, die 1714–1716 von den Augustiner Chorfrauen B.M.V. (genannt „Welschnonnen“) für das Trierer Welschnonnenkloster gebaut wurde. Sie ist Maria Himmelfahrt geweiht.
Im Inneren, dem einzigen unbeschädigt erhaltenen hochbarocken Kirchenraum in Trier, ist als älteste Orgel Triers eine spielbare Stummorgel von 1757 erhalten; sie ist die einzige in Trier erhaltene Stummorgel.

## Baubeschreibung
Die Welschnonnenkirche ist ein einschiffiger Bau mit fünf Jochen und geradem Chorschluss; es gibt keine Apsis. Über schmalen Wandpfeilern und Gurtbögen ist ein Kreuzgratgewölbe ausgeführt. Auf dem steilen Kirchendach sitzt ein kleiner Dachreiter.
Die ursprünglich von den Nonnen genutzte Empore reicht von der Südwestseite des Kirchraums fast bis zu seiner Mitte; auf ihr stehen die Orgel und ein Chorgestühl. Die reiche Innenausstattung der Kirche ist einschließlich des barocken Hochaltarretabels aus furniertem Holz am Chorschluss erhalten; das Gemälde zeigt die Aufnahme Mariens in den Himmel. An den Seiten stehen Figuren des Pierre Fourier, des Gründers des Welschnonnenordens, und des Augustinus; die Welschnonnen sind Augustiner-Chorfrauen. Die beiden Seitenaltäre aus dem 17. Jahrhundert stammen aus einem älteren Bau.
Der mit einem weiteren Chorgestühl ausgestattete ehemalige Kapitelsaal des Klosters wird über eine Wendeltreppe hinter dem Hochaltar erreicht. Die Sakristei liegt im Erdgeschoss.

## Geschichte
Die Welschnonnen waren 1640 nach Trier gekommen, um ein Kloster aufzubauen und durch eine Schulgründung (1652) die Mädchenbildung zu fördern. Sie kauften ein Haus an der Flanderstraße unmittelbar im Norden des Trierer Domberings und erwarben bis Mitte des folgenden Jahrhunderts das gesamte Gelände zwischen Flander-, Dewora- und Sichelstraße.
Am 4. August 1714 wurde der Grundstein für eine hochbarocke, nach Nordnordost ausgerichtete Kirche gelegt. Der Architekt der Kirche ist nicht bekannt. 1716 wurde die Kirche konsekriert und war fortan Kloster- und Schulkirche.
Unter Napoleon wurden die Welschnonnen als einzige Kongregation in Trier aufgrund ihrer Bildungs- und Erziehungsarbeit nicht aufgehoben. Auch unter preußischer Herrschaft blieb die Welschnonnenkirche Kloster- und Schulkirche, bis die Schwestern am 31. März 1874 im Kulturkampf von den Preußen nach Belgien ausgewiesen wurden. Die Kirche ging an die Marianische Jünglingskongregation über. Die übrigen Gebäude des Klosters werden heute vom Auguste-Viktoria-Gymnasium genutzt, das 1878/1879, wenige Jahre nach Schließung der Welschnonnenschule, an deren Stelle gegründet worden war.
Nach dem Zweiten Weltkrieg nutzte die Pfarrgemeinde Unserer Lieben Frauen und St. Laurentius (Liebfrauen) die Welschnonnenkirche als Ausweichkirche.
Am 10. Dezember 2010 wurde eine Reliquie des heiligen Pierre Fourier von Weihbischof Jörg Michael Peters in einem feierlichen Pontifikalamt enthüllt. Das Andenken an den Ordensgründer der Augustiner Chorfrauen (auch Welschnonnen genannt) ist in eine Gloriole eingefasst, die gut sichtbar an der Statue des Heiligen angebracht ist. Die Reliquie stammt aus Fontenay-sous-Bois bei Paris.

## Stumm-Orgel

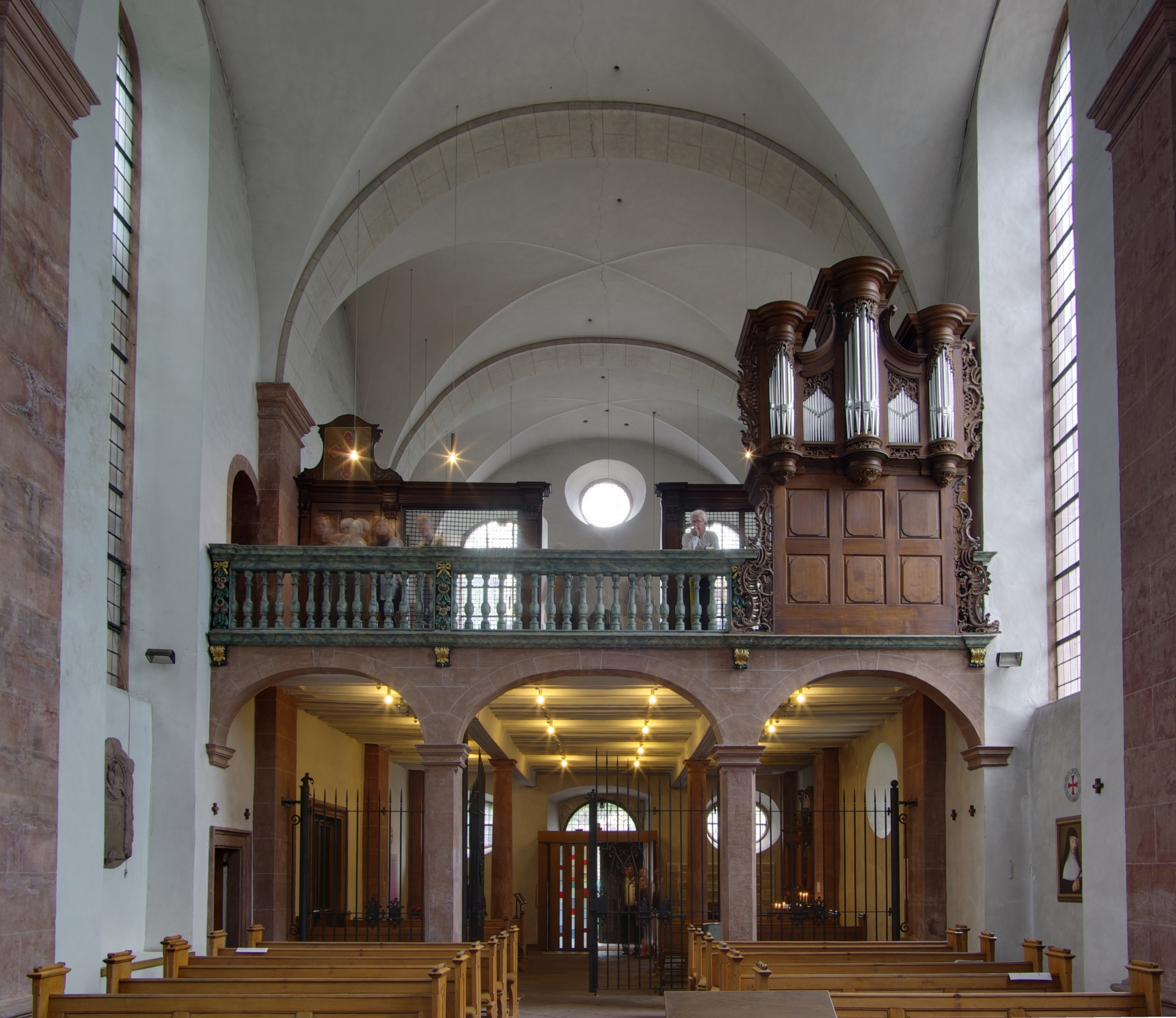
Blick auf die Empore mit Stumm-Orgel

Nach dem ursprünglichen Einbau einer kleineren Orgel 1722 wurde am 10. Juli 1754 ein Vertrag mit der zweiten Generation der Orgelbauerfamilie Stumm über den Neubau einer Orgel ausgemacht. Vorbild sollte das damalige Stumm-Positiv (kleine Standorgel) im Trierer Dom sein, das die erste Stumm-Orgel mit den von den Orgelbauern in mehreren Instrumenten wieder aufgegriffenen geteilten Schleifen war. Die 1757 fertiggestellte Orgel für die Welschnonnenkirche hatte zwei Harfenfelder und drei Rundtürme sowie ursprünglich ein Manual und elf Registern.
Bei einer Restaurierung wurde die bereits im 19. Jahrhundert veränderte Orgel 1957/58 umgebaut und unter anderem auf zwei Manuale erweitert. 
2007, zum 250-jährigen Jubiläum der Stummorgel, wurde das Instrument wieder in seinen Ursprungszustand mit nur einem Manual zurückversetzt und ihm ein barocker Klang zurückgegeben.
Die Orgel hat heute wieder elf Register auf einem Manualwerk. Die Spiel- und Registertrakturen sind mechanisch.
| Manualwerk CD–c3 |                     |       |
| 1.               | Montre              | 4′    |
| 2.               | Bourdon             | 8′    |
| 3.               | Flute traversière D | 8′    |
| 4.               | Flute B/D           | 4′    |
| 5.               | Quinte B/D          | 3′    |
| 6.               | Octave B            | 2′    |
| 7.               | Octave D            | 2′    |
| 8.               | Tierce              | 1 ⁄3′ |
| 9.               | Mixture III         |       |
| 10.              | Cornet IV D         | 4′    |
| 11.              | Trompette B/D       | 8′    |
| 12.              | Voix humaine B/D    | 8′    |
|                  | Tremulant           |       |

## Moderne Nutzung
Die Welschnonnenkirche ist heute im Eigentum der Marianischen Bürgersodalität Trier von 1610 und wird vom Förderverein Welschnonnenkirche Trier e. V. unterstützt.
In der Kirche fanden mehrere Jahre lang die Messen der Katholischen Hochschulgemeinde (KHG) Trier statt, die heute noch die Kar- und Ostertage in der Kirche feiert. 
Die Kirche ist ebenfalls Gottesdienstort der englischsprachigen Messe, die in der Regel sonntags um 15.00 Uhr gefeiert wird.
Außerdem finden in der Kirche Konzerte statt, einige von ihnen auf der historischen Stummorgel.

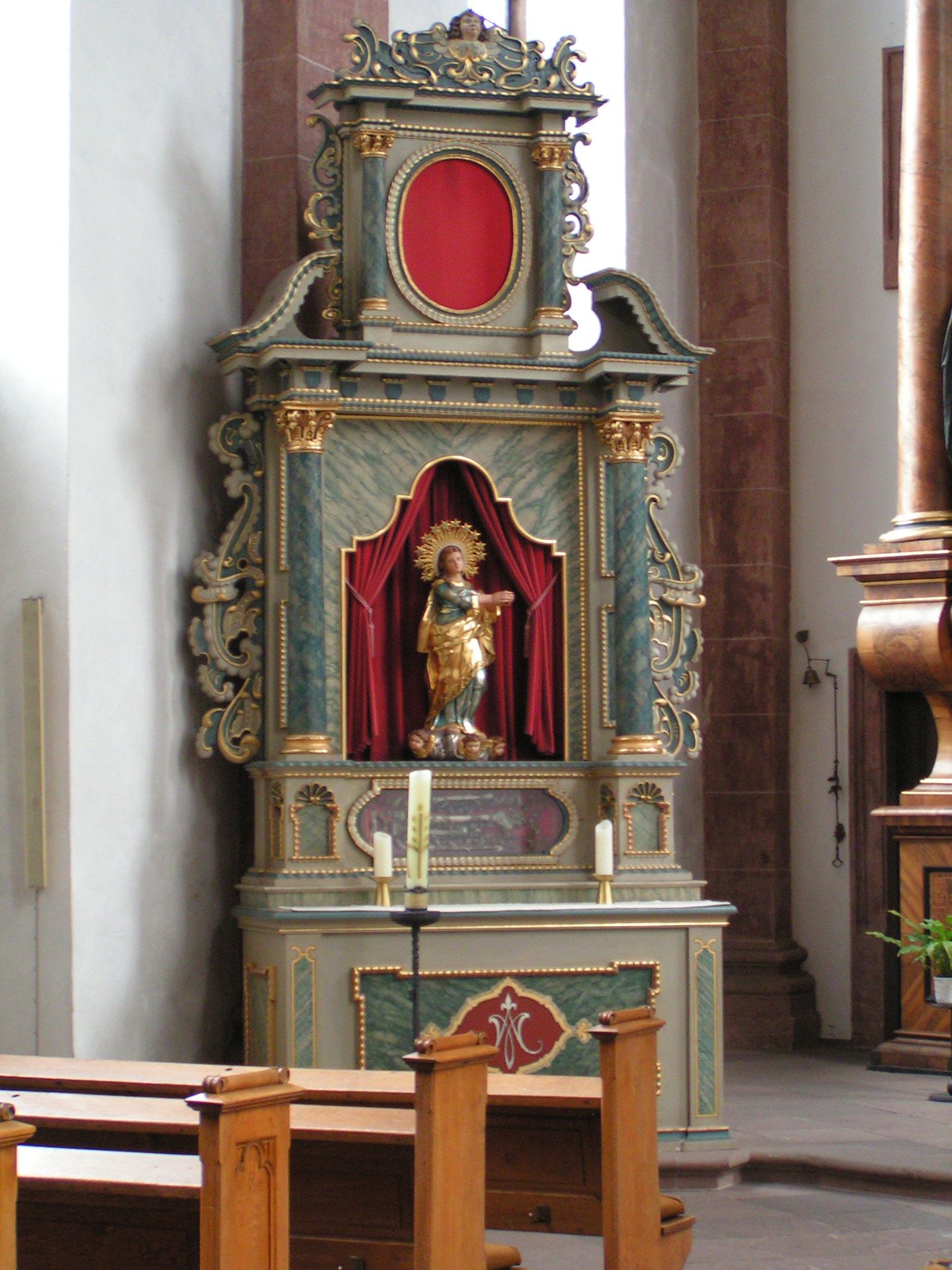
Linker Seitenaltar
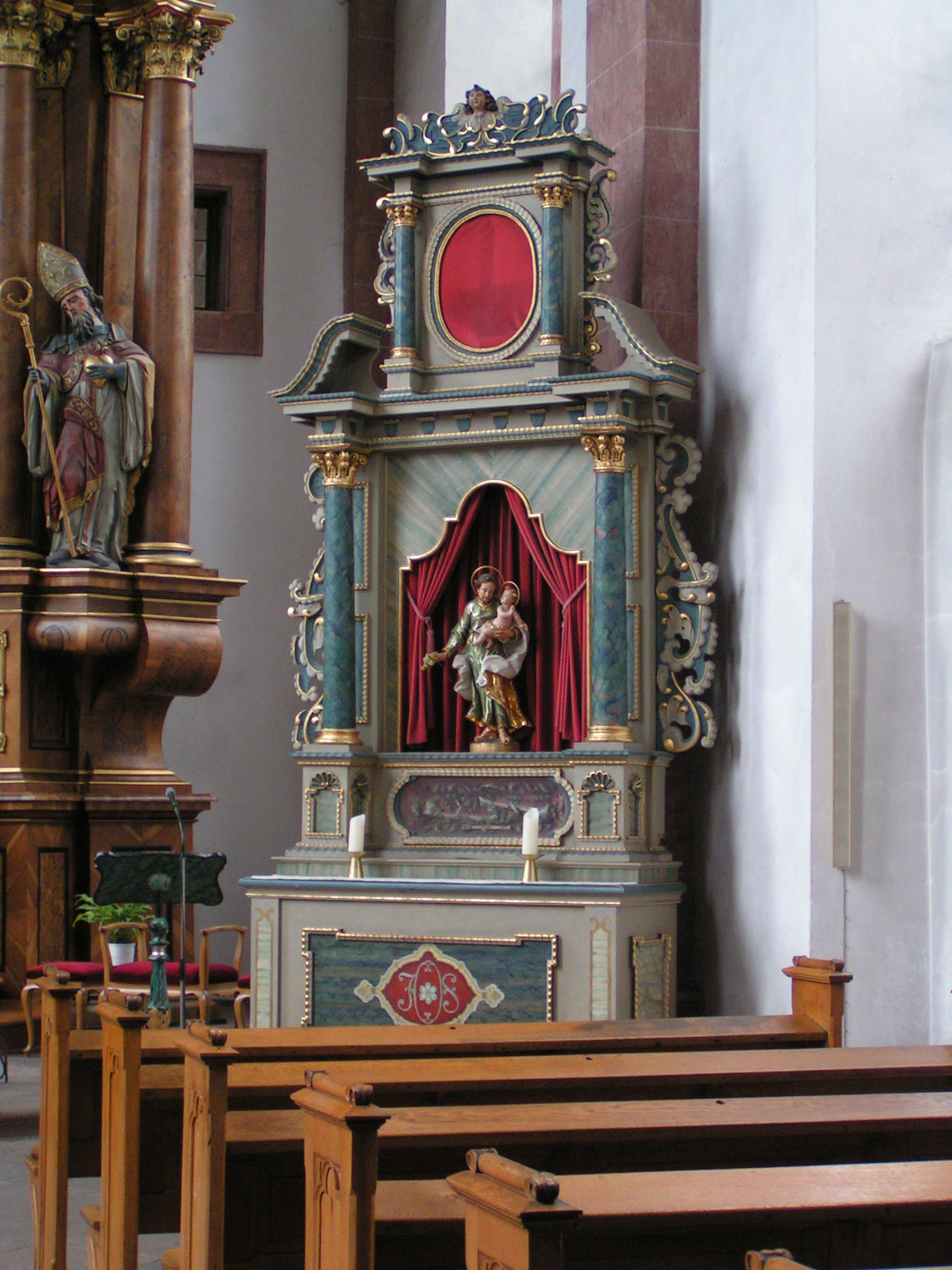
Rechter Seitenaltar
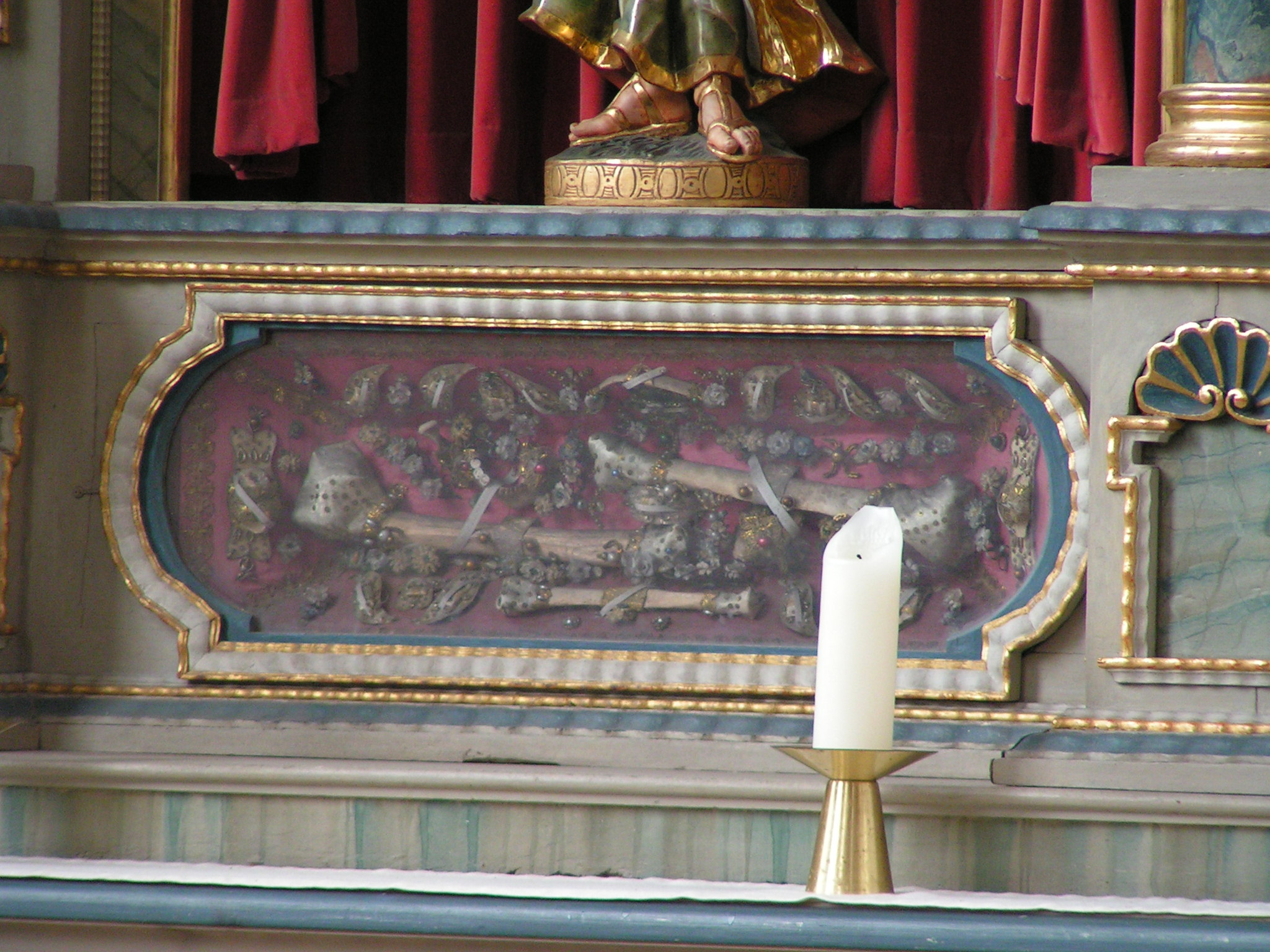
Knochenreliquien im rechten Seitenaltar
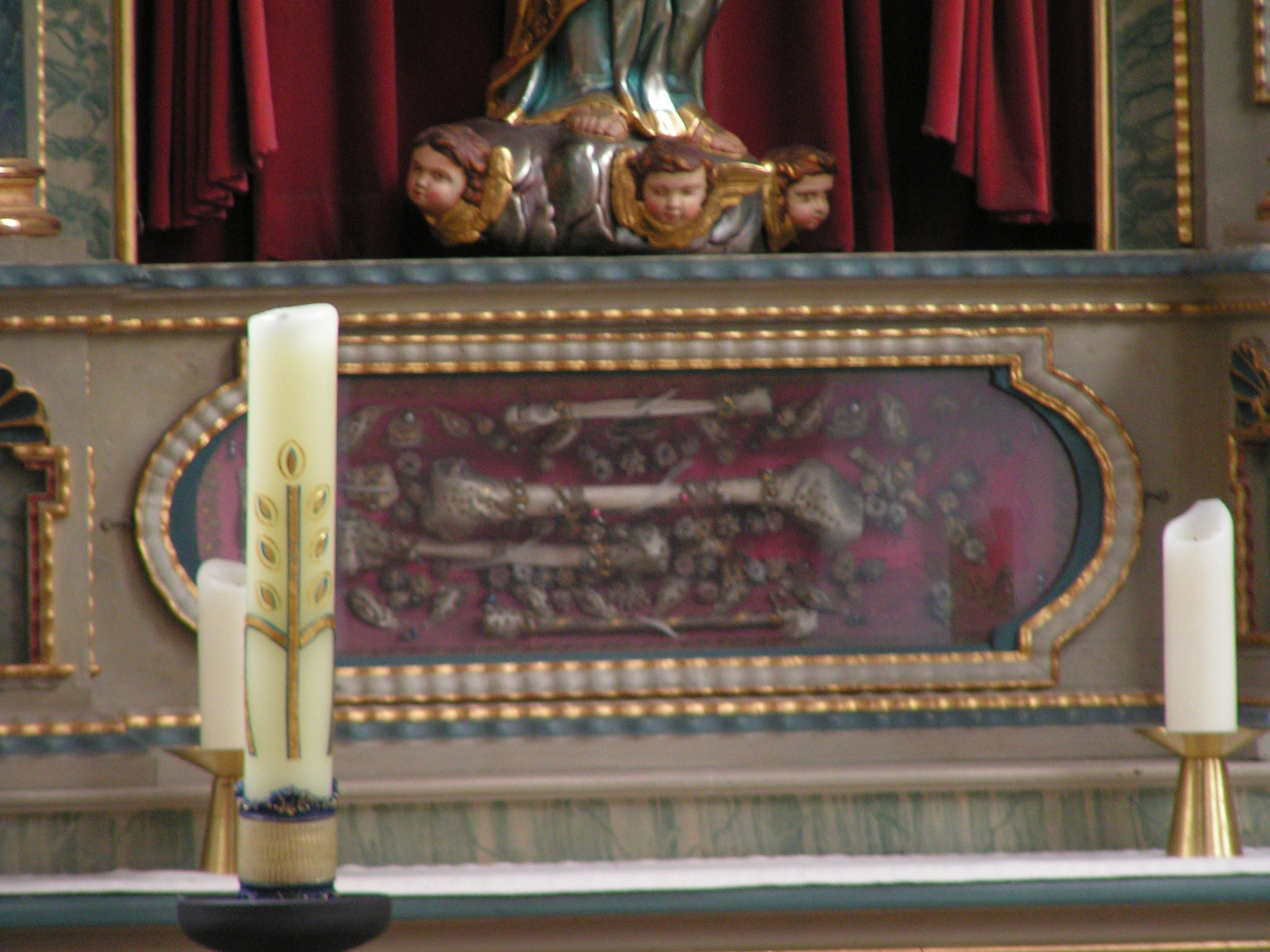
Knochenreliquien im linken Seitenaltar
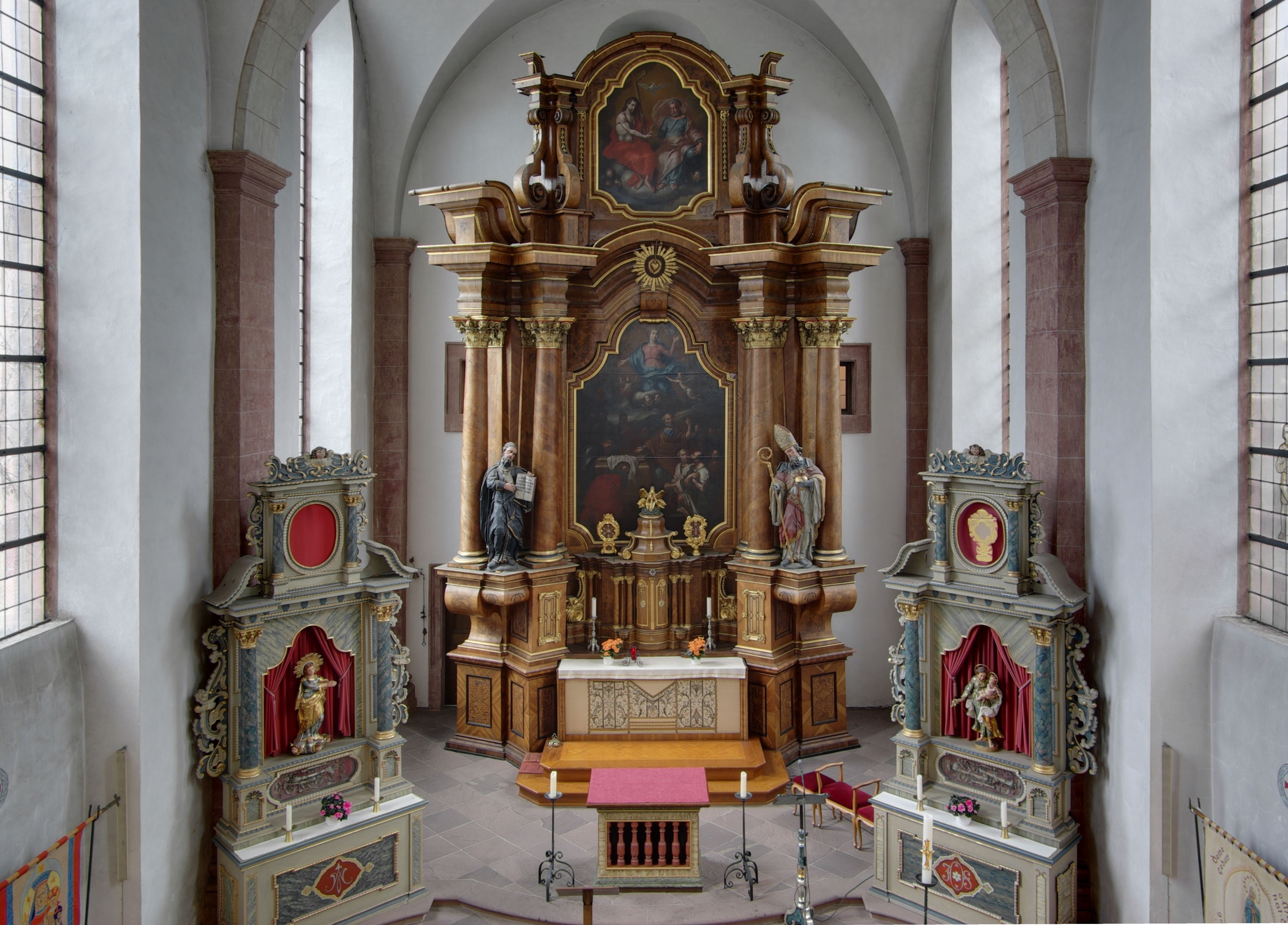
Altäre von der Empore aus gesehen
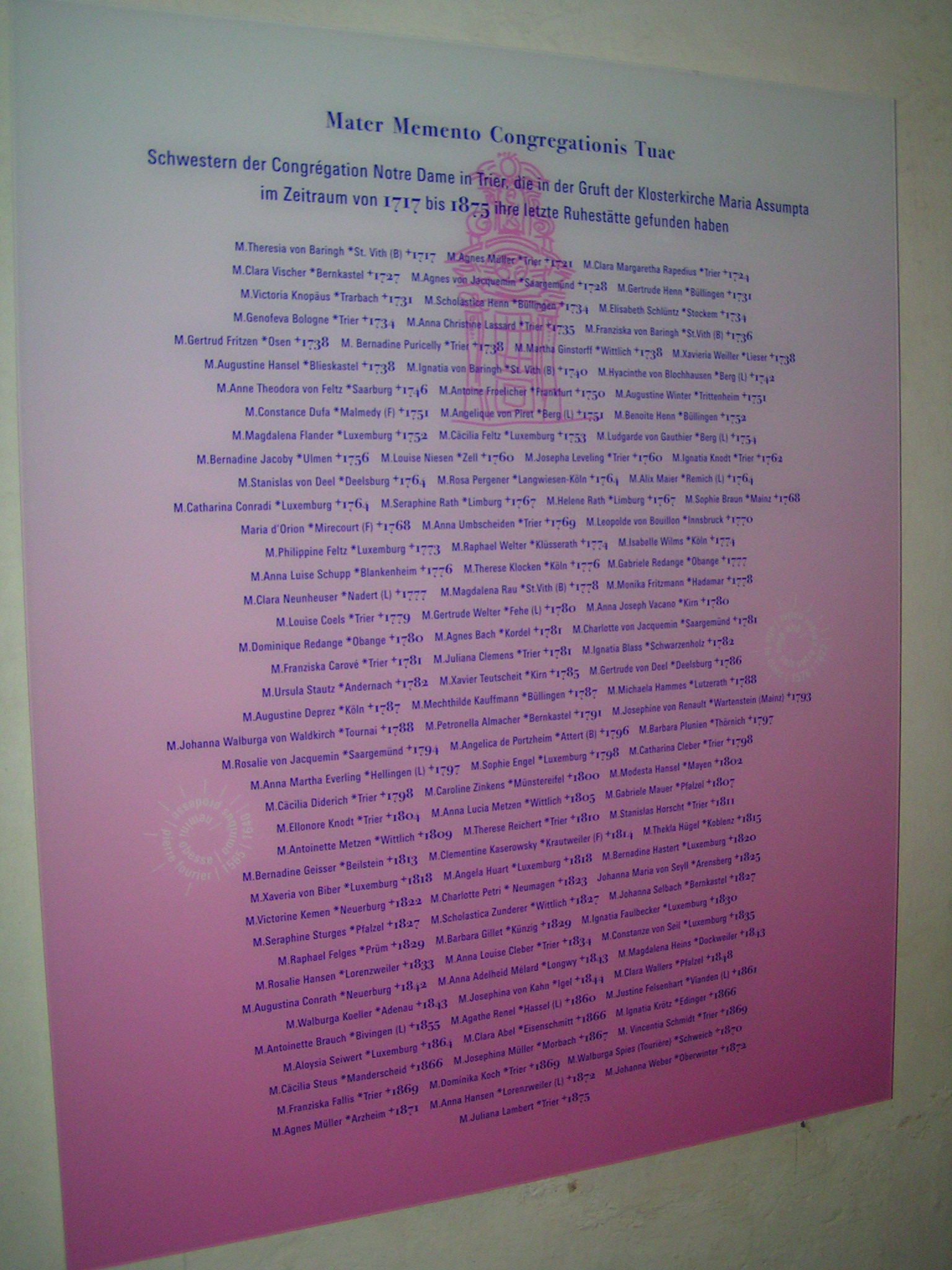
Namensliste der in der Gruft bestatteten Schwestern